# Bezirk Halle
Het district Halle was een van de 14 Bezirke (districten) van de Duitse Democratische Republiek (DDR). Het district Halle kwam tot stand bij de wet van 23 juli 1952 na de afschaffing van de deelstaten.
Na de hereniging met de Bondsrepubliek in 1990 werd het district Halle opgeheven en ging het grotendeels op in de deelstaat Saksen-Anhalt. Een klein deel ging naar de deelstaat Thüringen.
Bezirke: Cottbus · Dresden · Erfurt · Frankfurt · Gera · Halle · Karl-Marx-Stadt · Leipzig · Magdeburg · Neubrandenburg · Potsdam · Rostock · Schwerin · Suhl

Overig gebied: Oost-Berlijn